# La rosa
La rosa (títol original en anglès The Rose) és una pel·lícula musical dramàtica estatunidenca del 1979 dirigida per Mark Rydell i protagonitzada per Bette Midler, Alan Bates, Frederic Forrest, Harry Dean Stanton, Barry Primus i David Keith. Basada lliurement en la vida de Janis Joplin, la pel·lícula segueix una estrella del rock autodestructiva a finals dels anys 60, que lluita per fer front a les pressions de la seva carrera i les demandes del seu despietat gerent de negocis. Ha estat doblada al català.
Originalment titulada Pearl (el sobrenom de Janis Joplin i el títol del seu darrer àlbum), el guió de la pel·lícula va ser revisat i fictionalitzat després que la família Joplin declinés permetre als productors els drets sobre la seva història.

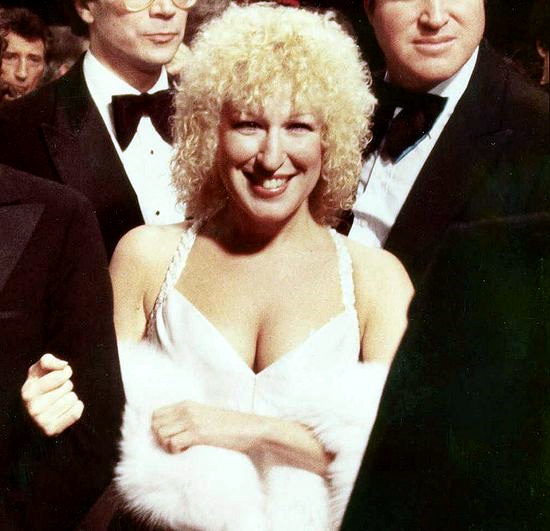
Bette Midler a l'estrena de la pel·lícula

La rosa va ser nominada a quatre Premis Oscar als Premis Oscar de 1979 (1980), inclòs el de millor actriu en un paper protagonista (Bette Midler, en el seu debut a la pantalla), millor actor secundari (Frederic Forrest), Millor muntatge de pel·lícula i Millor so. Midler va interpretar l'àlbum de la banda sonora per a la pel·lícula, i la seva cançó del títol es va convertir en un dels seus grans èxits.

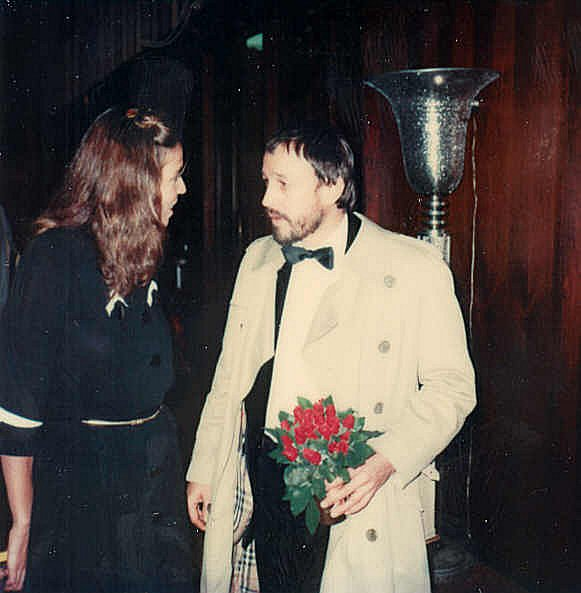
Frederic Forrest

## Argument
A finals de 1969, Mary Rose Foster és una famosa diva del rock and roll coneguda com "The Rose". Malgrat el seu èxit, la seva vida personal és solitària i esgotadora. És explotada i sobrecarregada pel seu gerent i promotor rude i cobdiciós Rudge Campbell. Tot i que directa i descarada, la Rose és una alcohòlica insegura i antiga consumidora de drogues que sembla desitjar aprovació a la seva vida. Com a tal, està decidida a tornar a la seva ciutat natal de Florida, ara com a superestrella, i actuar per la gent del seu passat.
Després d'una actuació a Texas, Rose es troba amb l'estrella de la música country Billy Ray, a qui idolatra i les cançons del qual sovint interpreta en directes. Billy Ray exigeix cruelment que mai més torni a interpretar la seva música, i ell la desqualifica de manera grollera. Després de descobrir que en Rudge va organitzar la reunió perquè vol wur Billy Ray signi pel seu segell, Rose fuig desafiant amb un conductor de limusina anomenat Huston Dyer. Els dos fan un viatge a través del país a Nova York, on està previst que Rose completi les sessions de gravació. Comencen un remolí romàntic.
Rudge assumeix que Huston és només un altre amant, però Rose sent que finalment ha conegut el seu veritable amor. Huston finalment li admet a ella que en realitat és un sergent AWOL de l'Exèrcit, i ella li explica el seu passat a Florida. La relació de la parella es torna turbulenta enmig de l'estil de vida imprudent de Rose i les constants gires. A Memphis, la Sarah es troba amb la Rose, una antiga amant seva. Quan Huston s'enfronta a les dues dones quan es besen, ell i Rose s'enfronten a una baralla violenta, després de la qual Huston fuig.
Decidida a reunir-se amb Huston, la Rose el cerca al barri roig de Memphis amb el PFC Mal, un militar que va conèixer a Texas. Posteriorment designa a Mal com el seu escorta de seguretat, i els dos viatgen a la ciutat natal de Rose Jacksonville, Florida, on Rudge li ha reservat un espectacle de reunió de la ciutat natal. En arribar, Rose li mostra a Mal la casa de la seva infància, la seva escola secundària i altres llocs d'interès locals de la seva infància. Arribant a l'estadi per als assajos de la tarda per al seu concert, Rose repeteix la seva intenció de fer una pausa d'un any de l'actuació, la qual cosa porta Rudge a dir-li que incomplirà el contracte. Rudge procedeix a acomiadar-la, encara que sense que Rose ho sap, això és només una estratagema per assegurar-se que faci l'espectacle. Huston es troba amb una Rose consternada, que ha viatjat a Jacksonville per retrobar-se amb ella.
Creient que el seu concert està cancel·lat, Rose decideix fugir i començar una nova vida amb Huston. Aquella nit, porta a Huston a fer un recorregut pels bars i discoteques locals que solia freqüentar abans de fer-se famosa, bevent imprudentment i prenent barbitúrics i heroïna. En un bar, Huston es posa gelós quan un mecenes masculí assetja la Rose mentre actua, i ell comença una baralla. Després, en Rudge es troba amb Rose al seu telèfon del cotxe i la convenç de tornar al concert. Ella accepta, i la seva decisió d'apaivagar en Rudge fa que Huston renunciï a la relació i abandoni la ciutat. Més tard aquella nit, després d'interpretar la cançó d'obertura a l'esperat concert de tornada a casa, Rose s'ensorra a l'escenari i mor d'una sobredosi.

## Repartiment
- Bette Midler com Mary Rose "The Rose" Foster
- Alan Bates com a Rudge Campbell
- Frederic Forrest com a Huston Dyer
- Harry Dean Stanton com a Billy Ray
- Barry Primus com a Dennis
- David Keith com a PFC Mal
- Sandra McCabe com Sarah Willingham
- Will Hare com el Sr. Leonard
- James Keane com a Sam
- Sandy Ward com el Sr. Foster
- Doris Roberts com a Sra. Foster
- Danny Weis com a Danny, líder de The Rose Band
- Mark Leonard com a baixista de The Rose Band
- Steve Hunter com a guitarrista de The Rose Band
- Sylvester com a drag queen
- Michael Greer com a presentador ("Baby Jane")

## Producció

### Concepció
La pel·lícula es va oferir originalment a Ken Russell, qui va optar per dirigir Valentino. Russell ha descrit aquesta decisió com l'error més gran de la seva carrera. En un moment donat, Michael Cimino també estava programat per dirigir, però en canvi va optar per dirigir La porta del cel. Cimino, però, va fer contribucions no acreditades al guió.

### Càsting
Originalment se li va oferir a Suzy Williams interpretar el paper principal, però el va rebutjar per motius personals, en lloc de suggerir-ho a Bette Midler.

### Rodatge
La rosa es va completar a temps per a un llançament programat l'abril de 1979; tanmateix, 20th Century-Fox va decidir ajornar el llançament fins a la tardor de 1979:(cita de Mark Rydell:)"[at] Temps de l’Est...al públic sembla que li agraden les pel·lícules escumoses."

## Recepció
The Rose va rebre una recepció crítica variada i positiva. La pel·lícula té una puntuació del 73% a Rotten Tomatoes, basada en 22 ressenyes. Entre les crítiques positives hi havia Siskel & Ebert, que al seu programa Sneak Previews, ambdós van donar a la pel·lícula un "Sí" col·lectiu.
La pel·lícula es va estrenar a Nova York el dimecres 7 de novembre de 1979 i va recaptar 793.063 dòlars el cap de setmana d'estrena a partir de 44 pantalles, el segon cap de setmana d'estrena més taquillera en menys de 50 pantalles darrere de Star Wars (1977). TLa pel·lícula va recaptar 29,2 milions de dòlars als Estats Units i al Canadà.

## Premis i nominacions
| Premi                                         | Categoria                          | Nominat(s)                                                            | Resultat  |
| --------------------------------------------- | ---------------------------------- | --------------------------------------------------------------------- | --------- |
| Premis Oscar                                  | millor actriu                      | Bette Midler                                                          | Nominat   |
| Premis Oscar                                  | millor actor secundari             | Frederic Forrest                                                      | Nominat   |
| Premis Oscar                                  | Millor muntatge                    | Robert L. Wolfe i Carroll Timothy O'Meara                             | Nominat   |
| Premis Oscar                                  | Millor so                          | Theodore Soderberg, Douglas Williams, Paul Wells i Jim Webb           | Nominat   |
| Premis BAFTA                                  | Millor actriu                      | Bette Midler                                                          | Nominat   |
| Premis BAFTA                                  | Millor so                          | Theodore Soderberg, Douglas O. Williams, Paul Wells and James E. Webb | Nominat   |
| Premis César                                  | Millor pel·lícula estrangera       | Mark Rydell                                                           | Nominat   |
| Premis Globus d'Or                            | millor pel·lícula musical o còmica | millor pel·lícula musical o còmica                                    | Nominat   |
| Premis Globus d'Or                            | millor actriu musical o còmica     | Bette Midler                                                          | Guanyador |
| Premis Globus d'Or                            | Millor actor secundari             | Frederic Forrest                                                      | Nominat   |
| Premis Globus d'Or                            | Millor cançó original              | "The Rose" – Amanda McBroom                                           | Guanyador |
| Premis Globus d'Or                            | Nova estrella de l’any– Actriu     | Bette Midler                                                          | Guanyador |
| Premis de la National Society of Film Critics | Millor actriu                      | Bette Midler                                                          | 3r lloc   |
| Premis de la National Society of Film Critics | Millor actor secundari             | Frederic Forrest                                                      | Guanyador |
| Premis del New York Film Critics Circle       | Millor actriu                      | Bette Midler                                                          | Nominat   |
| Premis del New York Film Critics Circle       | Millor actor secundari             | Frederic Forrest                                                      | Nominat   |
| SESC Film Festival                            | Millor pel·lícula estrangera       | Mark Rydell                                                           | Guanyador |

### Altres
La pel·lícula està reconeguda per l'American Film Institute en aquestes llistes:
- 2004: AFI's 100 Years...100 Songs:
  - "The Rose" – #83[12]

## Vídeo domèstic
The Criterion Collection rva llançar la pel·lícula en Blu-ray i DVD el 19 de maig de 2015.